# Microlaimus chitwoodi
Microlaimus chitwoodi är en rundmaskart som beskrevs av Gerlach 1950. Microlaimus chitwoodi ingår i släktet Microlaimus och familjen Microlaimidae. Inga underarter finns listade i Catalogue of Life.